# Sanie la Jocurile Olimpice de iarnă din 2022 - Ștafetă pe echipe
Proba de sanie, ștafetă pe echipe de la Jocurile Olimpice de iarnă din 2022 de la Beijing, China a avut loc pe 10 februarie 2022 la Pista de bob, skeleton și sanie Xiaohaituo.

## Program
Orele sunt orele Chinei (ora României + 6 ore).
| Dată         | Ora         | Rundă  |
| ------------ | ----------- | ------ |
| 10 februarie | 21:30-22:38 | Finala |

## Rezultate
| Loc | Nr. de concurs | Țară                                                                                                   | Simplu feminin | Simplu masculin | Dublu    | Total    | Diferența |
| --- | -------------- | --- | -------------- | --------------- | -------- | -------- | --------- |
| 1   | 14             | Germania · Natalie Geisenberger · Johannes Ludwig · Tobias Wendl / Tobias Arlt                         | 1:00,090       | 1:01,407        | 1:01,909 | 3:03,406 | —         |
| 2   | 13             | Austria · Madeleine Egle · Wolfgang Kindl · Thomas Steu / Lorenz Koller                                | 1:00,054       | 1:01,342        | 1:02,090 | 3:03,486 | +0,080    |
| 3   | 12             | Letonia · Elīza Tīruma · Kristers Aparjods · Mārtiņš Bots / Roberts Plūme                              | 1:00,578       | 1:01,451        | 1:02,325 | 3:04,354 | +0,948    |
| 4   | 10             | COR Tatiana Ivanova Roman Repilov Alexander Denisyev / Vladislav Antonov                               | 1:00,147       | 1:01,757        | 1:02,763 | 3:04,667 | +1,261    |
| 5   | 11             | Italia · Andrea Vötter · Leon Felderer · Emanuel Rieder / Simon Kainzwaldner                           | 1:00,618       | 1:01,960        | 1:02,274 | 3:04,852 | +1,446    |
| 6   | 8              | Canada · Trinity Ellis · Reid Watts · Tristan Walker / Justin Snith                                    | 1:00,880       | 1:02,222        | 1:02,133 | 3:05,235 | +1,829    |
| 7   | 9              | Statele Unite ale Americii · Ashley Farquharson · Chris Mazdzer · Zachary Di Gregorio / Sean Hollander | 1:00,332       | 1:02,077        | 1:03,332 | 3:05,741 | +2,335    |
| 8   | 6              | Polonia · Klaudia Domaradzka · Mateusz Sochowicz · Wojciech Chmielewski / Jakub Kowalewski             | 1:01.448       | 1:02,727        | 1:02,961 | 3:07,136 | +3,730    |
| 9   | 2              | România · Raluca Strămăturaru · Valentin Crețu · Vasile Gîtlan / Darius Șerban                         | 1:01,402       | 1:02,743        | 1:03,547 | 3:07,692 | +4,286    |
| 10  | 1              | Cehia · Anna Čežíková · Michael Lejsek · Filip Vejdělek / Zdeněk Pěkný                                 | 1:01,852       | 1:03,545        | 1:04,159 | 3:09,556 | +6,150    |
| 11  | 5              | Ucraina · Yulianna Tunytska · Anton Dukach · Ihor Stakhiv / Andrii Lysetskyi                           | 1:01,123       | 1:04,244        | 1:04,237 | 3:09,604 | +6,198    |
| 12  | 3              | China · Wang Peixuan · Fan Duoyao · Huang Yebo / Peng Junyue                                           | 1:01,947       | 1:03,467        | 1:04,768 | 3:10,182 | +6,776    |
| 13  | 4              | Coreea de Sud · Aileen Frisch · Lim Nam-kyu · Park Jin-yong / Cho Jung-myung                           | 1:02,682       | 1:05,265        | 1:03,291 | 3:11,238 | +7,832    |
|     | 7              | Slovacia · Katarína Šimoňáková · Jozef Ninis · Tomáš Vaverčák / Matej Zmij                             | 1:01,579       | 1:02,338        | NT       | NT       | +9        |